# Erwassus
Erwassus was een komische kinderserie, uitgezonden door de Nederlandse omroep VPRO, als onderdeel van het kinderblok Villa Achterwerk. In elke aflevering werd een ander sprookje in een modern jasje gestoken. De serie liep in het seizoen 1997/1998 en werd later nog een of meerdere keren (geheel of gedeeltelijk) herhaald, onder andere tijdens het kinderfilmfestival Cinekid in 2003.
De sprookjes waren deels een knipoog naar de toen heersende jeugdcultuur. Zo werd in de aflevering "De nieuwe Aussie van de Gabber", waarin een gabber een nieuw Australian-trainingspak wil kopen, bijvoorbeeld de Rotterdamse gabberscene op de hak genomen.
Rollen in de verschillende afleveringen van de serie werden in elk geval vertolkt door Ruben van der Meer, Eric Ankersmit, Yoka Berretty, Huib Broos, Horace Cohen, Bob Fosko, Jason Garber, Willum Geerts, Dennis Overweg en Marienke Tau. Camerawerk, regie en scenario werden verzorgd door Benjamin Landshoff, en de productie lag in handen van Esther Burgers en Babette van de Weg.

## Afleveringen
- Repelvis (naar Repelsteeltje)
- De nieuwe Aussie van de Gabber (naar De nieuwe kleren van de keizer)
- De gabbervanger van Mokum (naar De rattenvanger van Hamelen)
- Asbakpoetster (naar Assepoester )[3]
- Sneeuwgebitje en de 7 tuinkabouters (naar Sneeuwwitje)
- De contactadvertentiedate op de erwt (naar De prinses op de erwt)[1]
- Het meisje en de keutel (naar De kikkerkoning)
- Mazzelpik (naar Gelukkige Hans)
- Piet Nokkiehoofd (naar Pinokkio)
- Goudlokje en Redding 1-1-2 (naar Goudlokje)